# La Dama del balcón

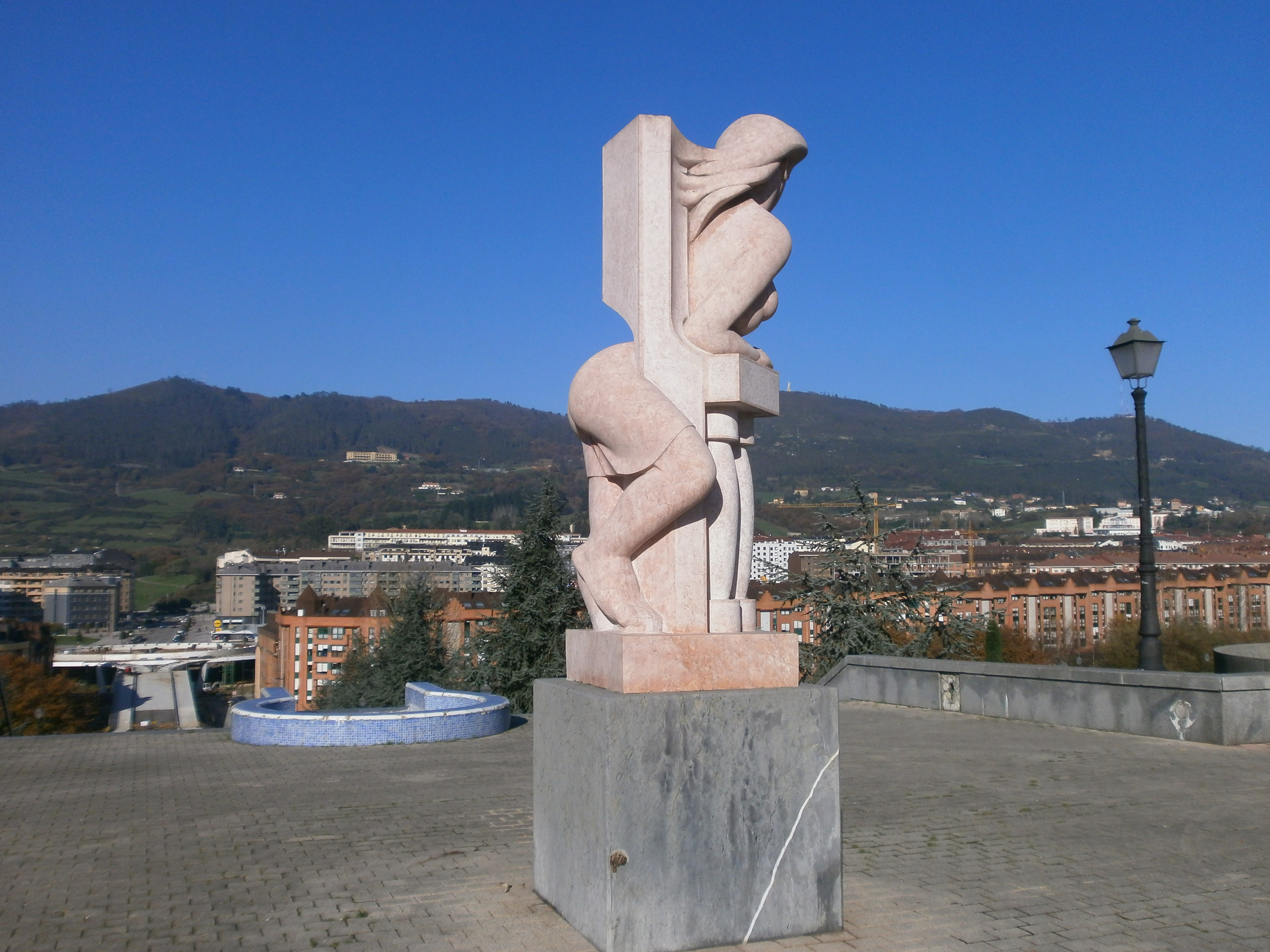
Vista de la escultura

La escultura urbana conocida por el nombre La Dama del balcón, ubicada en el Parque Oeste, en la ciudad de Oviedo, Principado de Asturias, España, es una de las más de un centenar que adornan las calles de la mencionada ciudad española.
El paisaje urbano de esta ciudad se ve adornado por obras escultóricas, generalmente monumentos conmemorativos dedicados a personajes de especial relevancia en un primer momento, y más puramente artísticas desde finales del siglo XX.
La escultura, hecha en mármol, es obra de José Antonio Nava Iglesias, y está datada en 2002, fecha que aparece en la cartelera en bronce que acompaña la estatua (en la que además aparece una inscripción mayor que dice: "DAMA DEL BALCÓN / AUTOR: JOSÉ ANTONIO NAVA / OVIEDO. 31 DE DICIEMBRE. 2002"), pero pese a que no consta una fecha de inauguración oficial, hay autores que la datan en el año 2003.
La escultura, que mide unos dos metros y medio,  fue adquirida por la Sociedad del Cinturón Verde de Oviedo, que la donó posteriormente a la ciudad.